# Округ Камерон (Пенсилванија)
Округ Камерон (енгл. Cameron County) је округ у америчкој савезној држави Пенсилванија.

## Демографија
По попису из 2010. године број становника је 5.085, што је 889 (-14,9%) становника мање него 2000. године.
| Група             | 2000.         | 2010.         |
| Белци             | 5.882 (98,5%) | 4.985 (98,0%) |
| Афроамериканци    | 21 (0,4%)     | 13 (0,3%)     |
| Азијати           | 7 (0,1%)      | 14 (0,3%)     |
| Хиспаноамериканци | 34 (0,6%)     | 19 (0,4%)     |
| Укупно            | 5.974         | 5.085         |